# الخطيئة تأخذ عطلة (فلم)
الخطيئة تأخذ عطلة (بالإنجليزية: Sin Takes a Holiday) فيلم كوميديا رومانسي أمريكي من إخراج بول شتاين وبطولة باسل راثبون وكونستانس بينيت.

## روابط خارجية
- مقالات تستعمل روابط فنية بلا صلة مع ويكي بيانات